# Jason Strowbridge
Jason Strowbridge (10 settembre 1996) è un giocatore di football americano statunitense che milita nel ruolo di defensive end per i Miami Dolphins della National Football League (NFL).

## Carriera

### Miami Dolphins
Jones al college giocò a football all'Università della Carolina del Nord dal 2016 al 2019. Fu scelto dai Miami Dolphins nel corso del quinto giro (154º assoluto) del Draft NFL 2020. Debuttò come professionista nella gara dell'8 novembre 2020 contro gli Arizona Cardinals giocando 12 snap e mettendo a segno un tackle. La sua stagione da rookie si concluse con 3 presenze e 3 placcaggi.